# Eriauchenus goodmani
Espèce
Synonymes
- Eriauchenius goodmani Wood & Scharff, 2018

Eriauchenus goodmani est une espèce d'araignées aranéomorphes de la famille des Archaeidae.

## Distribution
Cette espèce est endémique de la région d'Anôsy à Madagascar,. Elle se rencontre dans le parc national d'Andohahela.

## Description
Le mâle holotype mesure 2,62 mm et la femelle paratype 3,42 mm.

## Étymologie
Cette espèce est nommée en l'honneur de Steven M. Goodman.

## Publication originale
- Wood & Scharff, 2018 : « A review of the Madagascan pelican spiders of the genera Eriauchenius O. Pickard-Cambridge, 1881 and Madagascarchaea gen. n. (Araneae, Archaeidae). » ZooKeys, no 727, p. 1-96.